# Wasserburg Hofteich
Die Wasserburg Hofteich, auch Hofwall, Hofinsel, Wallgraben, Schloss, Bühl genannt, ist eine abgegangene Wasserburg in Gelenau im Erzgebirge. Die Anlage entstand vermutlich im 13. Jahrhundert.

## Lage
Die Anlage befindet sich im östlichen Teil von Gelenau an der Südseite des ehemaligen Rittergutes.

## Beschreibung und Geschichte
Ihre erste urkundliche Erwähnung der Burg stammt aus dem Jahre 1279 als Herrensitz Rudegerus de Geilnowe.
Die Wehranlage besaß ein quadratisches, ummauertes Kernwerk mit 23 Metern Seitenlänge. Im Norden befand sich der Zugang über eine Brücke. Der Graben ist an dieser Stelle etwa 18 Meter breit, an den anderen Seiten ist dieser wesentlich größer – im Nordwesten etwa 40 Meter, im Südosten etwa 30 Meter. Das Kernwerksplateau liegt etwa 1 Meter über der Wasseroberfläche des Teiches. Vor diesem verläuft von Nordwesten über die Südseite nach Nordosten ein Außenwall von 6 Metern Breite und maximal 3 Metern Höhe.
Am 19. Oktober 1960 wurde die Anlage unter Bodendenkmalschutz gestellt.